# Serviço Nacional de Meteorologia dos Estados Unidos
O Serviço Nacional de Meteorologia dos Estados Unidos ou National Weather Service (NWS) é uma das seis agências científicas que compõem a National Oceanic and Atmospheric Administration (NOAA), do governo dos Estados Unidos.
A sua função é a de prestar informações "meteorológicas, hidrológicas, clima e previsões e advertências para os Estados Unidos, seus territórios, águas adjacentes e áreas oceânicas, para a protecção da vida e dos bens e na valorização da economia nacional". Isto é feito através de um conjunto de centros nacionais e regionais, e mais de 122 locais de previsão meteorológica (WFOs). Desde que o NWS é um órgão do governo, a maioria das suas informações estão disponíveis gratuitamente.